# Erzsébet Gulyás-Köteles
Erzsébet Gulyás-Köteles (Budapest, 3 novembre 1924 – Budapest, 16 giugno 2019) è stata una ginnasta ungherese.

## Palmarès

### Olimpiadi
- Oro a Melbourne 1956 negli attrezzi a squadre.
- Argento a Londra 1948 nel concorso a squadre.
- Argento a Helsinki 1952 nel concorso a squadre.
- Argento a Melbourne 1956 nel concorso a squadre.
- Bronzo a Helsinki 1952 negli attrezzi a squadre.